# Atybe plantii
Atybe plantii là một loài bọ cánh cứng trong họ Cerambycidae.